# Vysoký Újezd nad Dědinou
Vysoký Újezd (deutsch Hoch Aujezd) ist eine Gemeinde in Tschechien. Sie liegt 14 Kilometer nordöstlich des Stadtzentrums von Hradec Králové und gehört zum Okres Hradec Králové.

## Geographie
Vysoký Újezd befindet sich rechtsseitig der Dědina auf dem Hügel Újezdský chlum (315 m) auf der Hohenbrucker Tafel. Westlich erheben sich die Lochova (311 m) und der Velký kopec (305 m).
Nachbarorte sind Vranov und Mokré im Nordosten, Městec und Očelice im Osten, Klášter nad Dědinou und Ledce im Südosten, Polánky nad Dědinou im Süden, Jeníkovice und Vackovská im Südwesten, Librantice und Libníkovice im Westen sowie Jílovice im Nordwesten.

## Geschichte
Die erste urkundliche Erwähnung von Vysoký Újezd erfolgte im Jahre 1369.
Der Ort entstand um die Kirche, die nach einer alten Überlieferung um 1150 auf der Koppe errichtet worden sein soll.
Nach der Aufhebung der Patrimonialherrschaften bildete Vysoký Oujezd ab 1850 einen Ortsteil der Gemeinde Podolí im Bezirk  Neustadt an der Mettau. Im Jahre 1914 wurde die Gemeinde in Vysoký Újezd nad Dědinou umbenannt und Podolí verlor den Status eines Ortsteiles. Von 1949 bis 1960 war die Gemeinde dem Okres Dobruška zugeordnet. 1961 kam der Ort zum Okres Rychnov nad Kněžnou. Zwischen 1981 und 1990 bildete Vysoký Újezd einen Ortsteil von České Meziříčí. Danach entstand die Gemeinde wieder und seit dem 1. Januar 2007 gehört sie zum Okres Hradec Králové.

## Gemeindegliederung
Für die Gemeinde Vysoký Újezd sind keine Ortsteile ausgewiesen. Zu Vysoký Újezd gehört die Ortslage Podolí (Podol).

## Sehenswürdigkeiten

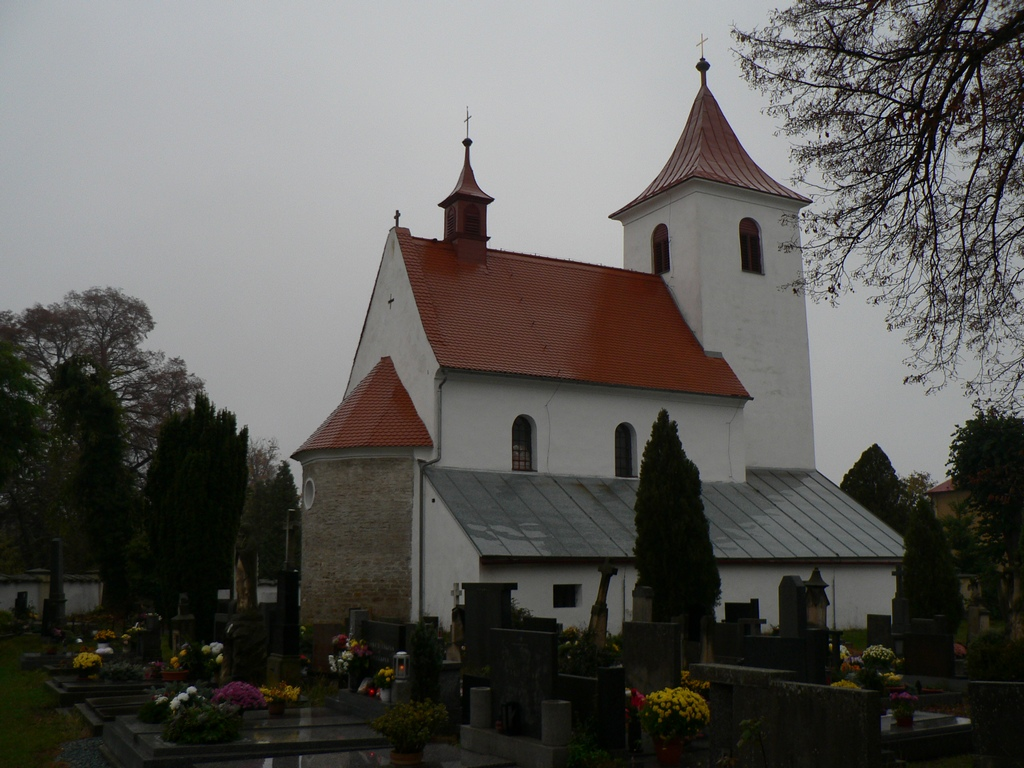
Kirche Jakobus des Älteren

- Romanische Kirche Jakobus des Älteren, errichtet im 11. oder 12. Jahrhundert. An der Nordseite der Kirchenwand befindet sich der "Sibyllenstein", um den sich Legenden vom Sibyllen-Orakel ranken.
- Pfarrhaus